# Lingua sendi
La lingua sendi, detta anche di Sened, tamazight, o zenatia, era una lingua berbera parlata in Tunisia. 

## Storia
Nel 1911 lo studioso Paul Provotelle rilevava che degli abitanti del villaggio (circa 5-6000 tra Sened propriamente detto ed El-Naçeuria) "molti giovani non sanno più parlare il berbero o ne conoscono solo poche parole". Un tempo erano berberofoni anche i villaggi vicini di Bou-Amram, Sakkat ed El Ayacha (Djebel Orbata) e di Oum el Aleg e Zannouch (Djebel Majourah). 
All'epoca sembra che il berbero fosse ancora utilizzato da qualche anziano a Sakkat (Oulad Bou Saâd) e qualche famiglia a Majourah (Tmagourt). Oltre a fattori culturali, che spingono all'arabizzazione, non bisogna dimenticare i fattori naturali: secondo quanto riportato da Provotelle, un'epidemia di tifo tra il 1909 e il 1910 avrebbe fatto oltre 600 vittime a Sened e dintorni, vale a dire una notevole percentuale della popolazione.
Negli anni '30 (tra il 1932 e il 1938) André Basset visitò sul posto i parlari berberi della Tunisia e nel succinto rendiconto che ne pubblicò nel 1950 rilevava che a Tmagourt il berbero era ancora parlato benché sul punto di spegnersi (nelle cartine che annesse alla pubblicazione vi sono anche alcune notazioni da quella località). 
Nel 1968 Penchoen rilevava che a Sened solo gli anziani parlavano ancora berbero, e nel 1991 Collins non è riuscito, in qualche giorno di permanenza nella zona, a trovare parlanti da includere in una sua ricerca sul berbero di Tunisia. Voci raccolte in altre località del sud tunisino affermano che probabilmente qualche locutore esiste ancora, ma in numero così esiguo da renderne difficile la localizzazione.
Lo standard ISO 639-3 ed Ethnologue la classificano come estinta.

### Classificazione Ethnologue
Secondo Ethnologue, la classificazione della lingua sendi è la seguente:
- Lingue afro-asiatiche
  - Lingue berbere
    - Lingue berbere settentrionali
      - Lingue zanata
        - Lingue zanata orientali
          - Lingua sendi

## Fonologia
Dal punto di vista fonetico, il sendi appartiene ai parlari "a tendenza occlusiva", vale a dire non presenta, di norma, una spirantizzazione delle occlusive, come avviene in altri parlari del Sud tunisino (per esempio, a Djerba).
Date le caratteristiche dell'unica descrizione esistente di questa lingua molti dettagli di fonetica rimangono ignoti o poco chiari. Sembra comunque che anche qui, come in altri dialetti berberi orientali, l'accento (tonico) avesse un ruolo piuttosto importante e servisse perfino a distinguere parole simili, per esempio assékneɣ "io mostro" (con la prima e accentata) da assekneɣ "io abito" (in cui tale e è atona).

## Grammatica
Un tratto interessante della morfologia è la negazione, che appare di norma costituita da un unico morfema -sh posposto al verbo (o alla locuzione), senza alcuna particella preverbale (che si ritrova ancora nei testi di R. Basset. un ventennio prima della descrizione di Provotelle). Altrove, la maggior parte dei parlari berberi hanno una negazione "discontinua" con un elemento prefissale e uno posposto (per esempio cabilo wer + VERBO + ara) oppure una semplice negazione preposta (per esempio tuareg wer- + VERBO).

## Vocabolario
Benché il lessico sia in grande misura arabizzato, si osserva ogni tanto la conservazione di termini assai antichi, a volte scomparsi in altri parlari (per esempio anzar "pioggia", o amazigh come autodesignazione e tamazight come nome della lingua). L'esempio più noto è comunque quello del nome di Dio, che a Sened è U g-unnej, analizzabile come "colui (che è) al di sopra", termine che si contrappone a u g-eday "colui (che è) di sotto", cioè il "demonio". In effetti sono rari i nomi berberi per la divinità. 
Il termine più diffuso, di origine araba, è Rebbi ("il mio signore"), mentre un termine conosciuto dal medioevo e ancora in uso nello Mzab è Yakush o Yush, che viene spesso interpretato come "Colui che dà", "il Dispensatore". Nella ricerca di termini correlati, Provotelle rileva che tra i pochi materiali linguistici tramandati dei Guanci delle Canarie vi fosse una denominazione della divinità suprema Hucanech, forse da leggersi come U-k-anech, che sembrerebbe assai simile alla parola di Sened.

## Esempi
(Da: R. Basset, Loqman berbère, Paris, Leroux, 1890, n° IX, p. 57-58 [trad. di Vermondo Brugnatelli])